# バラオーナ州

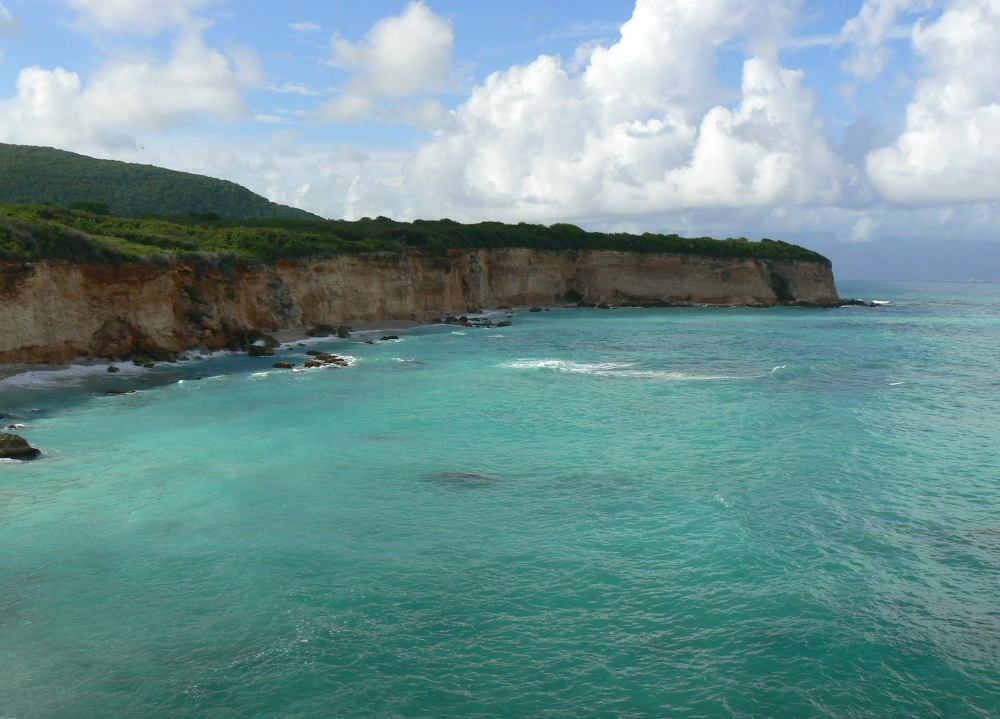
エル・ケマイト近郊のカリブ海に面する崖

バラオーナ州 (バラオーナしゅう、スペイン語：Barahona)スペイン語発音: [baɾaˈona])は、ドミニカ共和国の州。
2017年の人口は18万8929人。
州都はバラオーナ。

## 隣接州
- 北：バオルコ州
- 北東：アスア州
- 東～南：カリブ海
- 南西：ペデルナレス州
- 西：インデペンデンシア州

## 行政区画
- エル・ペニョン（英語版）
- エンリキヨ（英語版）
- カブラル（英語版）
- ハキメイェス（英語版）
- パライソ（英語版）
- バラオーナ（英語版）：州都
- ビセンテ・ノブレ（英語版）
- フンダシオン（英語版）
- ポロ（英語版）
- ラ・シエナガ（英語版）
- ラス・サリーナス（英語版）